# Fiesta de las Cuadrillas
La Fiesta de las Cuadrillas es un festival de música tradicional que se celebra el último domingo de enero en la pedanía caravaqueña de Barranda en la Región de Murcia. Fue declarada en 2011 Fiesta de Interés Turístico Nacional, y también en 2011 fue declarada Bien de Interés Cultural Inmaterial.

## Historia
Surgió en 1969 en el contexto de las fiestas locales en honor a la Virgen de la Candelaria, siendo el segundo encuentro de música tradicional suresteña más antiguo (tras el de Lorca) y actualmente el más conocido y multitudinario.
En el festival se han dado cita grupos de animeros, aguilanderos, rondas y cuadrillas procedentes de Aledo, Beniel, Fuente Álamo, Zarcilla de Ramos, Topares, Cañada de la Cruz, Nerpio y Galera, entre otros muchos lugares del sureste y grupos folclóricos invitados de otras regiones.
En la fiesta, al igual que en otros encuentros, se hace hincapié por la mañana en que los cuadrilleros se ubiquen a la altura del público, facilitando de esta forma los bailes espontáneos y su participación e implicación total, consiguiendo imitar las sensaciones de la forma de "Baile de Ánimas" antiquísimo y tradicional del sureste. Suelen tocar varias cuadrillas a la vez, ubicadas éstas en las calles y placetas del pueblo.
Los días previos se realizan las Jornadas de Estudios sobre la Cultura de Tradición Oral y el Barranda Folk.

## Programa
Mañana
- Misa Cantada en la Iglesia Ermita de la Purificación o de la Candelaria.
- Recepción de cuadrillas y autoridades.
- Cuadrillas en la calle.

Tarde
- Choque de Cuadrillas en Calle Mayor.
- Baile suelto en el Salón Social.

## Premios y reconocimientos
- 2017 I Premios de la Música de la Región de Murcia, dentro de la categoría `Mejor trabajo de difusión de la Música Tradicional’.[4]